# Yoshinori Sembiki
Yoshinori Sembiki (japanisch 千疋 美徳 Sembiki Yoshinori; * 5. Januar 1964 in der Präfektur Fukuoka) ist ein ehemaliger japanischer Fußballspieler.

## Karriere
Sembiki erlernte das Fußballspielen in der Universitätsmannschaft der Kyushu-Kyoritsu-Universität. Seinen ersten Vertrag unterschrieb er 1985 bei den Yomiuri. Der Verein spielte in der höchsten Liga des Landes, der Japan Soccer League. Mit dem Verein wurde er 1986/87 japanischer Meister. Für den Verein absolvierte er 35 Erstligaspiele. 1990 wechselte er zum Ligakonkurrenten NKK SC. Am Ende der Saison 1990/91 stieg der Verein in die Division 2 ab. Für den Verein absolvierte er 32 Ligaspiele. 1992 wechselte er zum Erstligisten Urawa Reds. Danach spielte er bei den NEC Yamagata und Fukuoka Blux. Ende 1995 beendete er seine Karriere als Fußballspieler.

## Erfolge
Yomiuri
- Japan Soccer League

Meister: 1986/87
Vizemeister: 1989/90
- JSL Cup

Sieger: 1985
- Kaiserpokal

Sieger: 1986, 1987